# Медицина в Калуші

## Історія

### Кінець XIX— початок XX століття

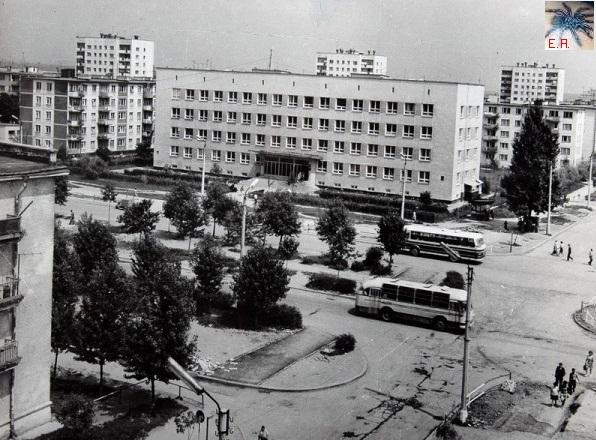
Калуська поліклініка

У XIX—на початку ХХст. незавидно виглядало в Калуші медичне обслуговування. На кількатисячне міське населення припадало кілька акушерок і лікарів. Так, за даними джерел, у місті в 1857 році було 2 акушерки. Через рік, у 1858 р., на 3 983 осіб всього Калуського повіту згадуються 2 лікарі, 2 акушерки.
За даними тематизму, у 1874 році на весь Калуський повіт теж було 2 акушерки і 4 лікарі . Цифри свідчать про явну недостатність медичної обслуги. Під 1877 роком згадується в Калуші одна аптека, у 1884 р. в цілому повіті була аптека і 4 акушерки . Під кінець XIX століття, а точніше в 1895 р., в Калуському повіті налічувалося 18 акушерок . Дослідник Тадеуш Пілат на основі статистичних даних пише, що в 1910 році у загальній лікарні міста Калуша на 40 ліжок лікувалося 1 398 хворих, багато з них померло від недуг.
У 1913 році в Калуші значаться 2 аптеки, а в період першої світової війни, внаслідок воєнної розрухи, залишилася тільки
одна . В 1914 році в місті була 1 аптека і 5 лікарів, а в цілому Калуському повіті в цьому році налічувалося 15 окружних акушерок і 10 вільних акушерок-практикантів.
У Калуші, як і в інших містах Прикарпаття, наприкінці XIX— на початку XX століття виникають ощадні каси, товариства взаємної допомоги, різні добродійні фонди. Вперше повітова ощадна каса з центром у Калуші була заснована в 1882 році. Урядово вона була затверджена Галицьким намісництвом 29 грудня 1882 року. Крім неї, існувала ще й міська ощадна каса.
У вересні 1905 року у м. Калуші був заснований окружний відділ товариства взаємної допомоги українського вчительства. Це добродійне товариство значно допомагало українським вчителям у полегшенні їхнього матеріального становища, сприяло працевлаштуванню. Розповідають, що активісти товариства своїми особистими грішми допомагали безробітним вчителям.
У 80-х роках XIX століття відомими громадськими діячами в Калуші були польський ксьондз Матвій Красуцкі, який заснував фонд убогих з основним капіталом 1 149 злотих ринських, та католицький ксьондз Антоній Кардасевич. Він організував Дім калік з річним прибутком 409 злотих.

### Міжвоєнний період
Станом на 1926 рік у Калуші було 4 лікарі, 5 акушерок, З стоматологи, 2 техніки-стоматологи, 1 аптека, 2 ветлікарі. У 1930-ті рр. році в Калуському повіті велася детальна медична статистика. Зокрема, 26 липня-22 серпня 1936 року в повіті виявлено 65 випадків шигельозу (який тоді називали дизентерією), один хворий помер, 4 випадки захворювання черевним тифом, 2 — кором, 1 — туберкульозом. З 1938 року міська лікарня вже могла прийняти водночас 100 хворих.

### Післявоєнний період
30 червня 1948 року у Калуші відкрито пункт по боротьбі з раковими захворюваннями. Станом на 1957 рік у місті функціонувала лікарня на 100 ліжко-місць, пологовий будинок, тубдиспансер. У цих закладах працювало 26 лікарів, 178 фельдшерів та медсестер. У січні 1959 року у Калуші функціонували такі лікувальні заклади: райлікарня, пологовий будинок, вендиспансер, тубдиспансер, дитяча лікарня, стомат-поліклініка, станція швидкої допомоги, медпункт калійного комбінату.

## Міські поліклініки
| Назва закладу                       | Рік заснування | Адреса                   | Головний лікар         | Світлина |
| Калуська міська поліклініка         |                | вул. Б.Хмельницького, 32 |                        |          |
| Калуська стоматологічна поліклініка |                | вул. Грушевського, 93    | Рогів Василь Дмитрович |          |
| Калуська дитяча поліклініка         |                | вул. Будівельників       |                        |          |

## Міські лікарні
| Назва закладу                           | Рік заснування | Адреса                               | Головний лікар                | Число ліжок | Світлина |
| Калуська центральна районна лікарня     | 1984           | вул. Медична, 6                      | Красійчук Іван Олексійович    | 420         |          |
| Калуська дитяча лікарня                 |                | вул. Медична, 6                      | Герасимчук Ольга Василівна    | 70          |          |
| Калуський центр ПМСД                    |                | вул. Медична, 6                      | Гаврилишин Михайло Богданович |             |          |
| Калуський пологовий будинок             |                | вул. Медична, 6                      | Тимків Микола Степанович      | 82          |          |
| Калуська районна лікарня                |                | вул. Каракая, 25                     | Гудим Микола Григорович       | 130         |          |
| Калуський протитуберкульозний диспансер |                | смт. Войнилів, вул. Хмельницького, 6 | Кузик Ольга Василівна         | 100         |          |

## Інші медичні заклади
| Назва закладу                                             | Рік заснування | Адреса                | Очільник                   | Світлина |
| Калуська станція швидкої і невідкладної медичної допомоги |                | вул. Грушевського, 39 | Романюк Василь Михайлович  |          |
| Калуське районне управління ГУ ДСЕС                       |                | вул. Каракая, 9       | Ананевич Оксана Зіновіївна |          |